# Nuova Umanità
Nuova Umanità è una rivista di cultura multitematica, pubblicata da Città Nuova Editrice.

## Storia editoriale
È stata fondata l'11 maggio 1978 da Chiara Lubich, fondatrice del Movimento dei focolari. Nasce dunque in un'epoca segnata dalle divisioni sociali e dalle contrapposizioni politiche, e a queste cerca di dare risposte e soluzioni. Gli strumenti di cui dispone sono le ricerche intellettuali della prima comunità di studiosi che sostiene lo sviluppo della rivista, le quali sono accompagnate dall'esperienza storica nel campo del dialogo con altre culture, e dalle iniziative sociali a favore della solidarietà e del bene comune. Negli anni si succedono articoli nei quali si realizza l'incontro fra la cultura generata dal carisma spirituale della fondatrice, e le sfide del mondo contemporaneo. Appaiono saggi sulla critica dell'ideologia, sulla concezione della persona umana in una prospettiva relazionale, sui fondamenti della conoscenza teologica nel rinnovamento operato dalle svolte post-conciliari, ecc. Altri temi caratterizzanti della rivista sono l'Economia di comunione, gli studi sulla Fraternità in politica, ed è su Nuova Umanità che si sviluppa un originale dibattito attorno alla necessità del dialogo interreligioso nell'era del pluralismo etico.
Il primo numero uscì nel gennaio 1979, sotto la direzione del filosofo Giuseppe Maria Zanghí che condusse la rivista fino al 2008, quando gli si affiancò il filosofo Antonio Maria Baggio. Attualmente è diretta dal politologo Alberto Lo Presti.
Nata come un bimestrale, Nuova Umanità è dal 2015 un trimestrale. Il Consiglio di redazione attuale, composto da intellettuali provenienti da diversi paesi del mondo e appartenenti a discipline diverse, ha steso un programma editoriale esteso, oltre alla rivista cartacea, anche ai social network e alla comunicazione digitale.
Hanno scritto sulla rivista, oltre a Chiara Lubich: Pasquale Foresi e Igino Giordani, intellettuali come Mario Luzi, Andrea Riccardi, Stefano Zamagni, Mario Pomilio, Sergio Zavoli; ecclesiastici come Joseph Ratzinger, Francis Arinze, Christoph Schönborn, Carlo Maria Martini, Paul Poupard.